# Zikim
Zikim (en hébreu : זִיקִים) est un kibboutz du sud d'Israël.
Situé dans le nord du désert du Néguev, il relève de la juridiction du conseil régional de Hof Ashkelon.
En 2021, Zikim comptait 894 habitants.
Lors de l'attaque du Hamas contre Israël en octobre 2023, il y a eu lieu la bataille de Zikim.